# Коготь
Когти (лат. ungues) — роговое образование кожного происхождения на концевой фаланге пальца у наземных позвоночных: большинства пресмыкающихся, всех птиц, многих млекопитающих и некоторых земноводных. Основные функции когтя — способствование передвижению, защита и нападение. Особенно различны когти млекопитающих: у лазающих видов они острые, у кошачьих относительно тонкие и втяжные, у роющих большие и уплощённые.
Видоизменённым когтем является копыто и ноготь.